# Windows Live Installer

Screenshot di Windows Live Installer

Windows Live Installer (inizialmente chiamato Windows Live Essential, integrato nella Windows Live Dashboard) è un pacchetto di installazione delle diverse applicazioni di Windows Live.
Attualmente, questo servizio permette agli utenti di poter installare i software di Windows Live senza ricorrere ad installazioni separate, e il pacchetto comprende:
- Windows Live Messenger
- Windows Live Mail
- Windows Live Photo Gallery
- Windows Live Writer
- Windows Live Toolbar
- Windows Live Family Safety Filter